# Banlung
Banlung o Ban Lung (in lingua khmer:បានលុង), è il capoluogo della provincia di Ratanakiri, nel nordest della Cambogia.

## Descrizione
La cittadina era conosciuta un tempo come Labansiek, per poi prendere il nome dal distretto in cui si trova. È un centro commerciale abbastanza vivace, considerata la sua collocazione. Le minoranze etniche vi giungono periodicamente dai villaggi circostanti per venire a commerciare i loro prodotti nel mercato della città.

## Attrazioni
Negli immediati dintorni di Banlung vi sono diverse attrazioni naturali: il lago vulcanico di Yeak Lom (o Loam) e diverse cascate (Chha Ong, Katieng, Kinchaan, Ou'Sensranoh). Vi sono inoltre diversi caratteristici villaggi delle minoranze Krung e Tampuan.

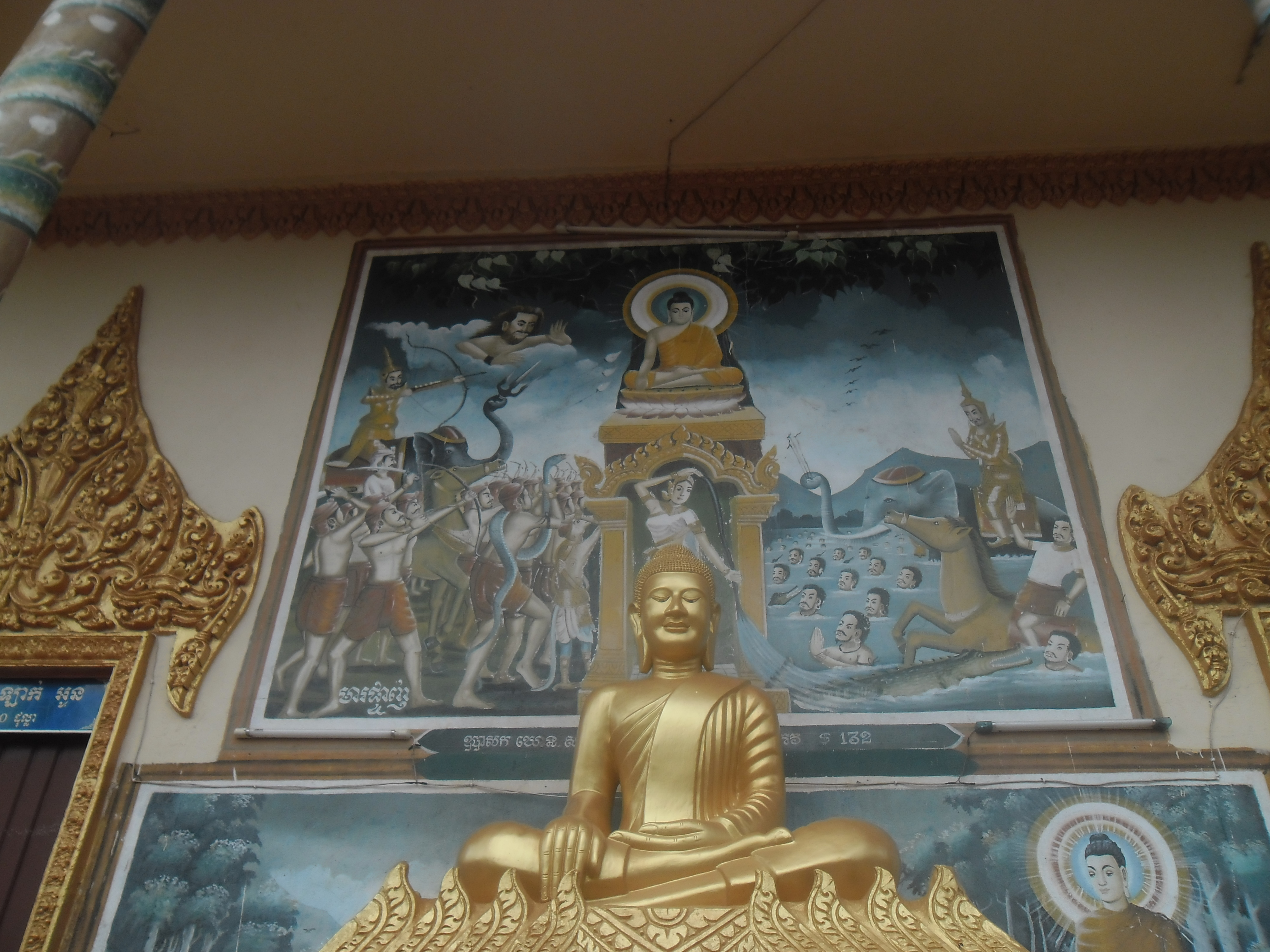
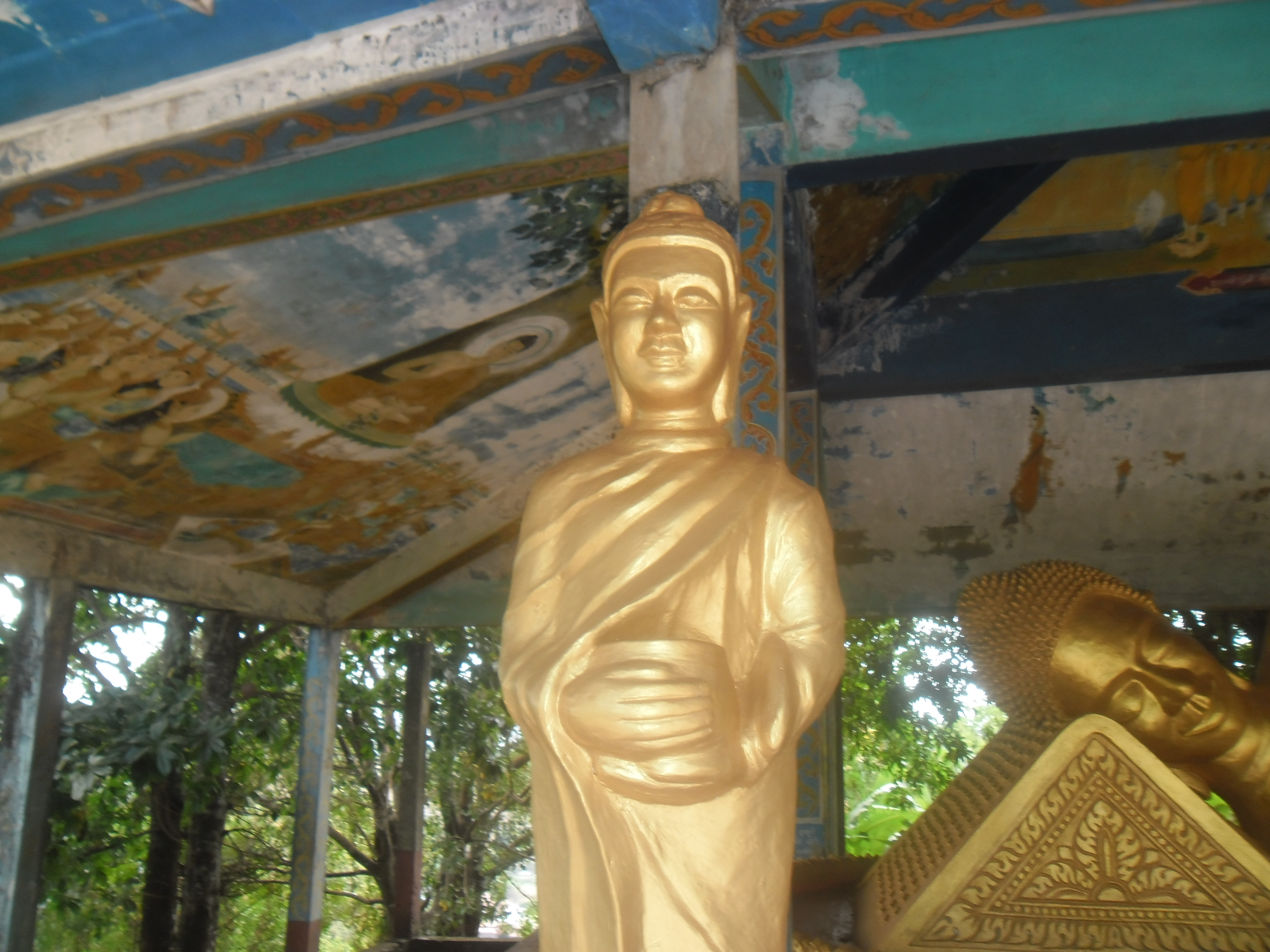
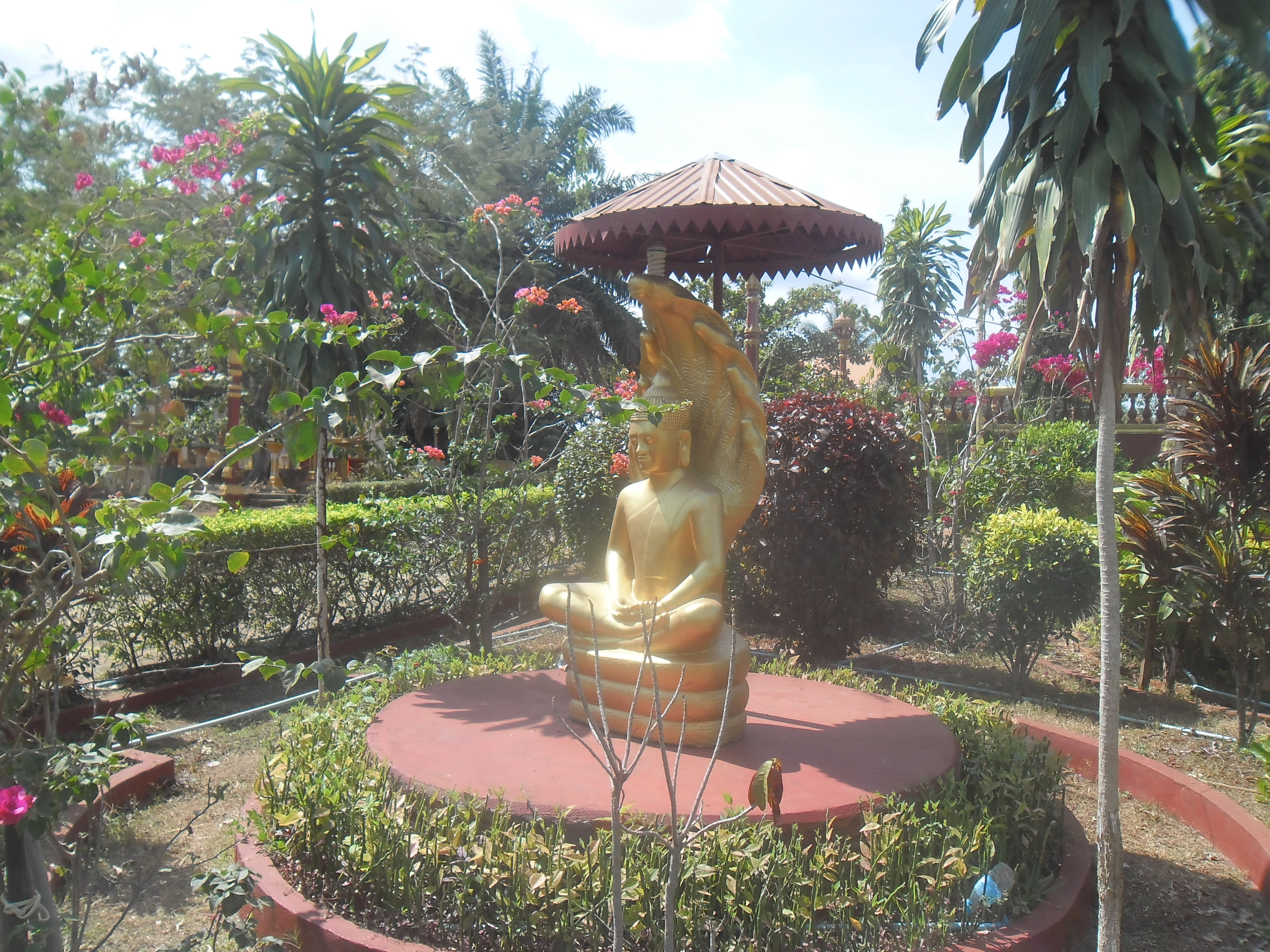
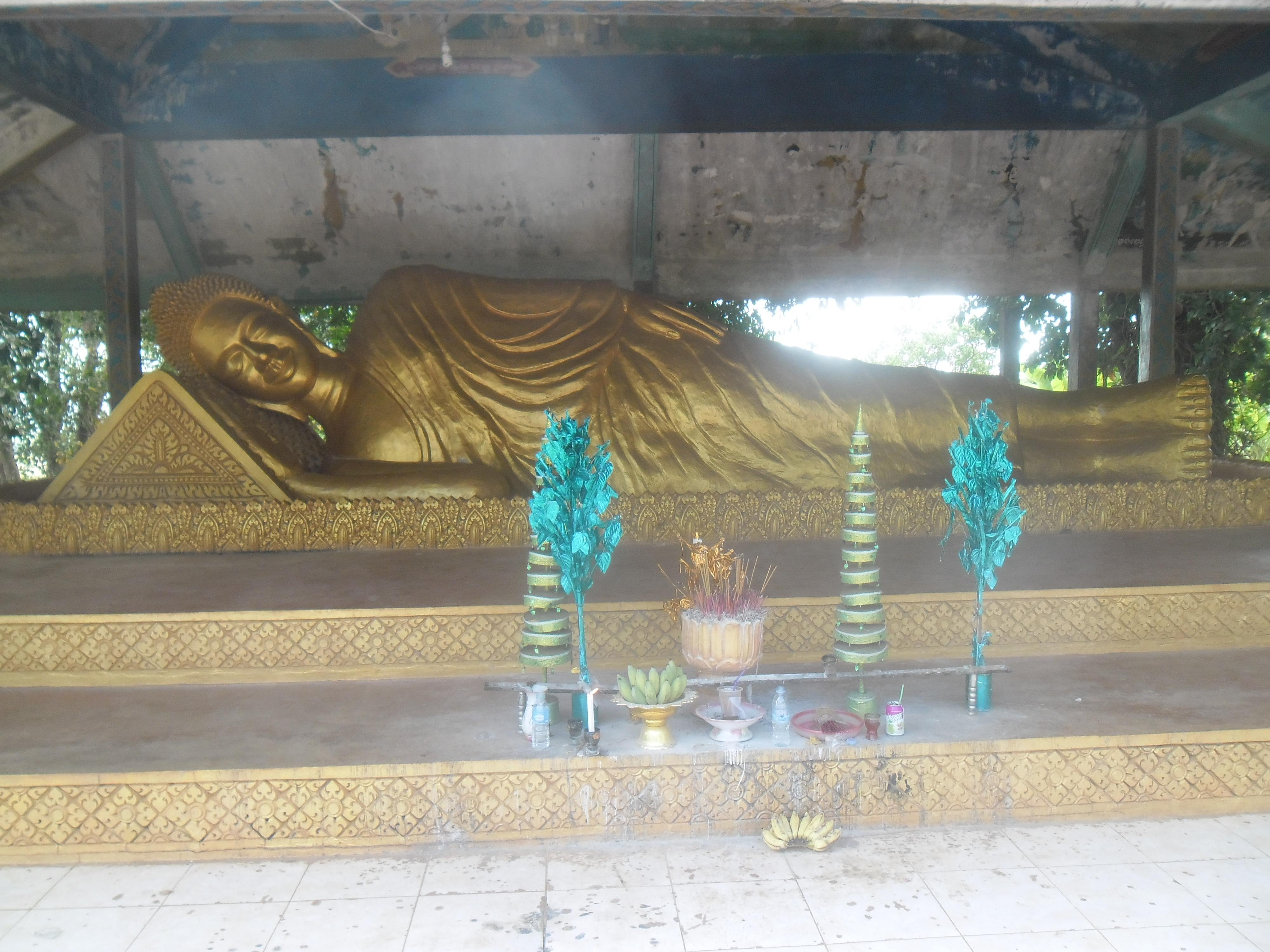
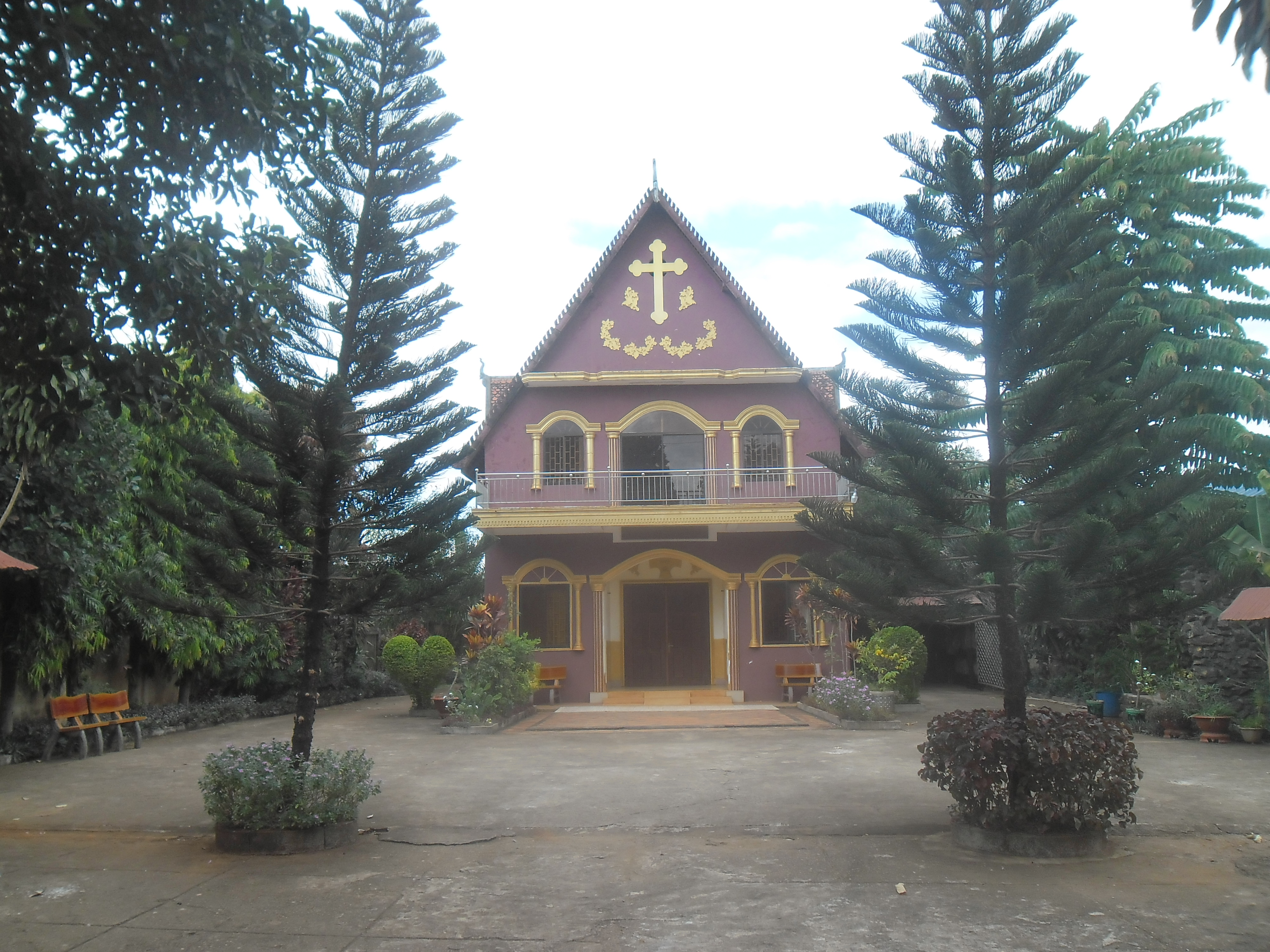
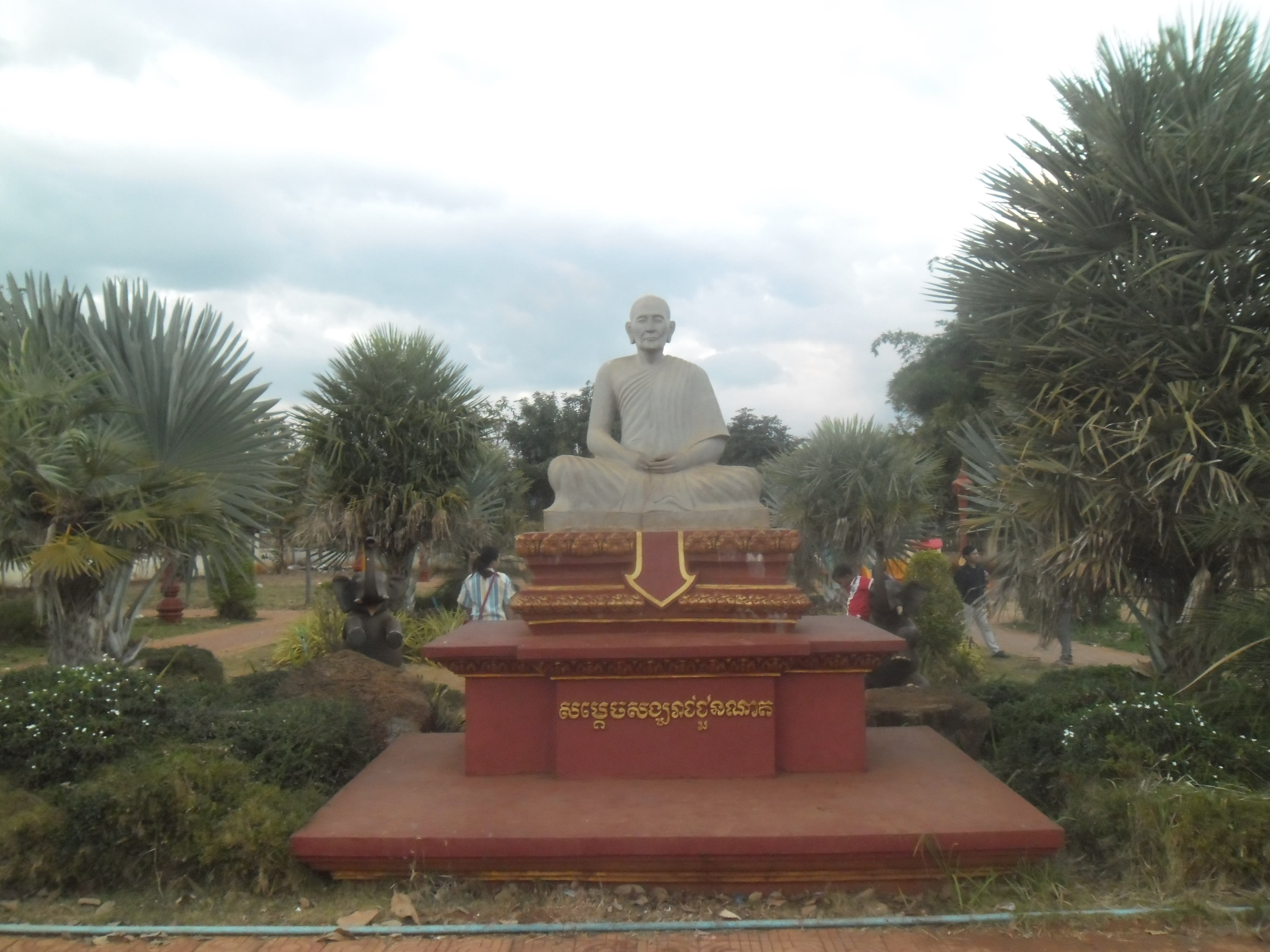
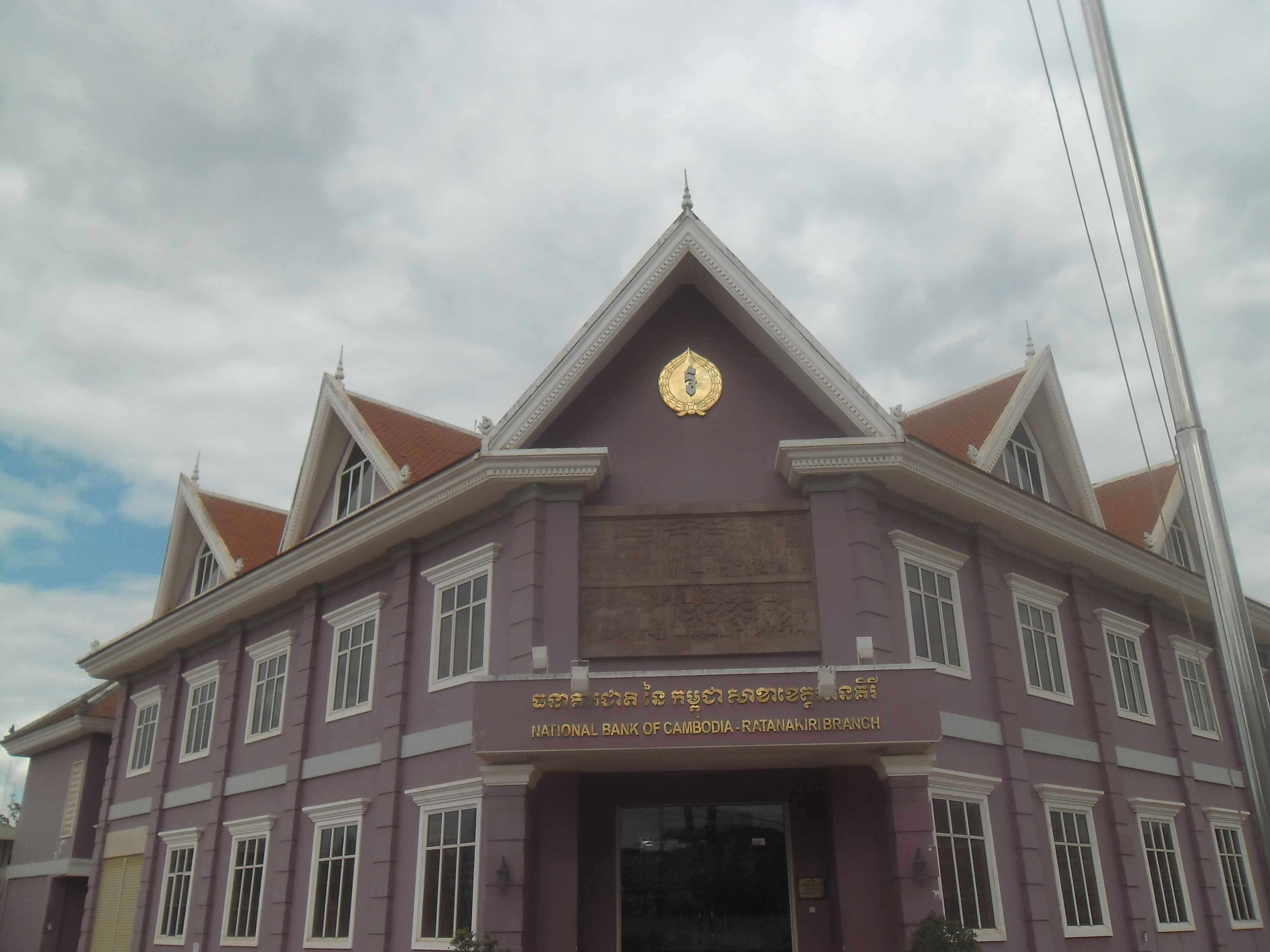
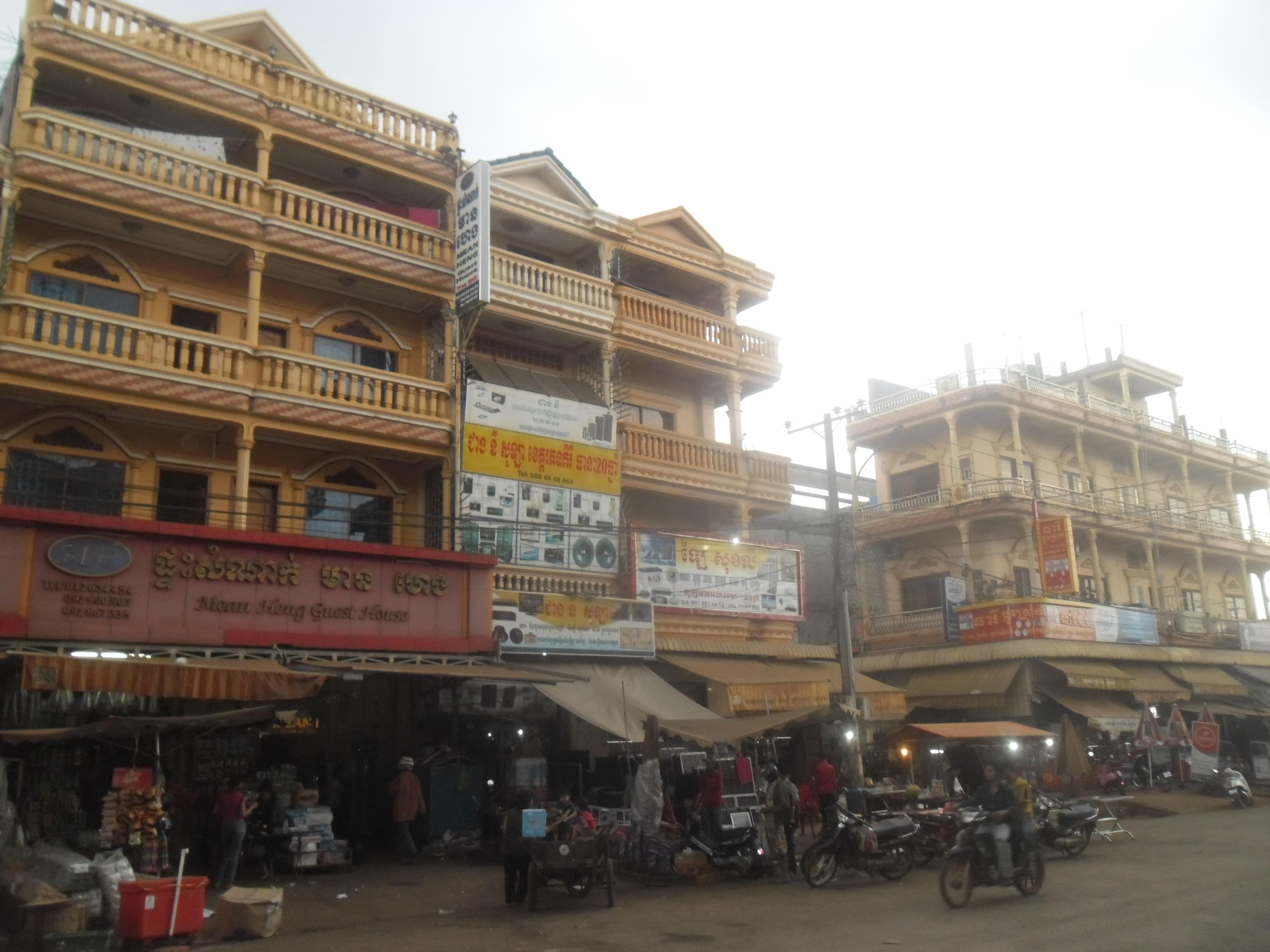
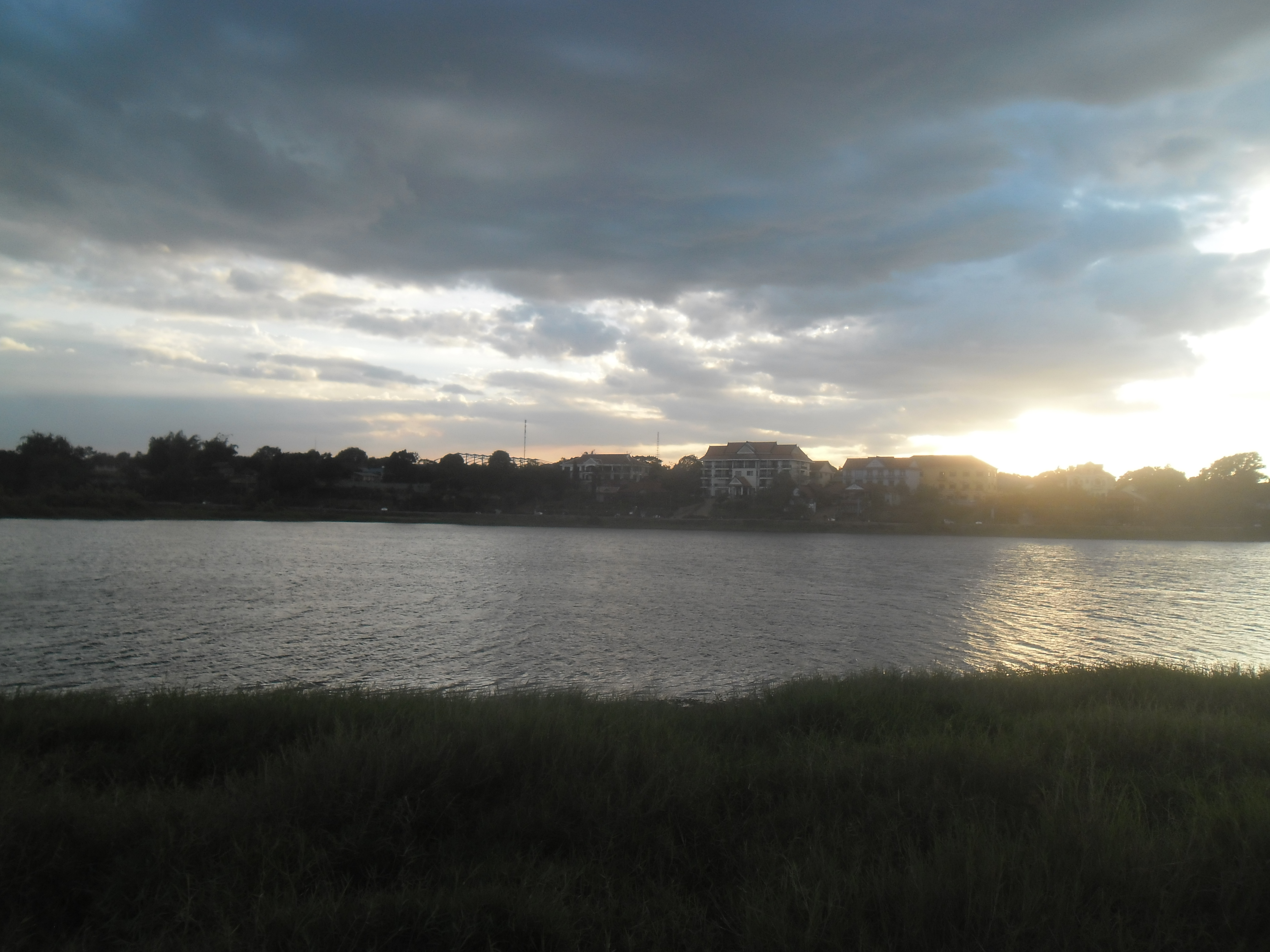
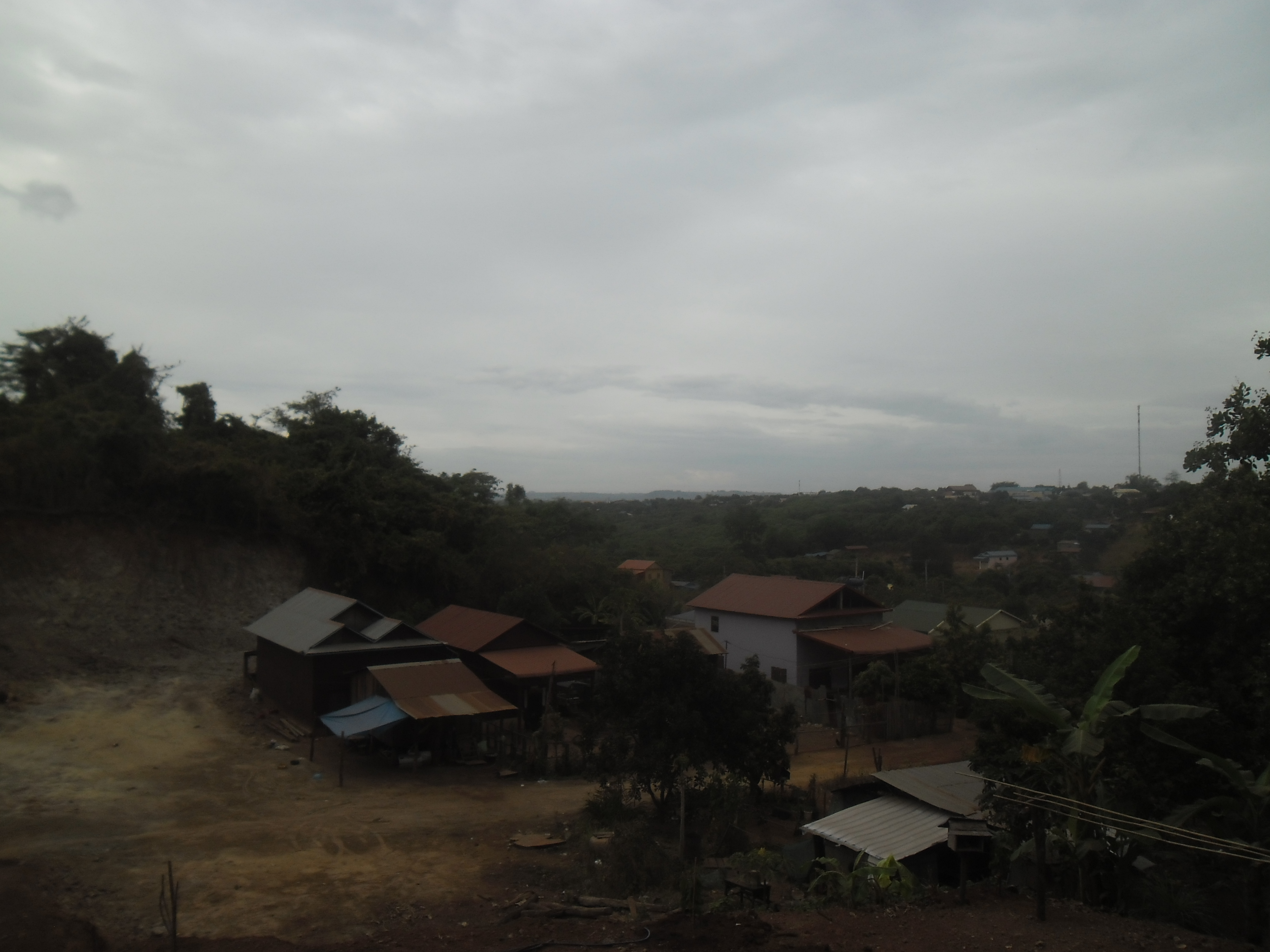